# وارن كريستوفر

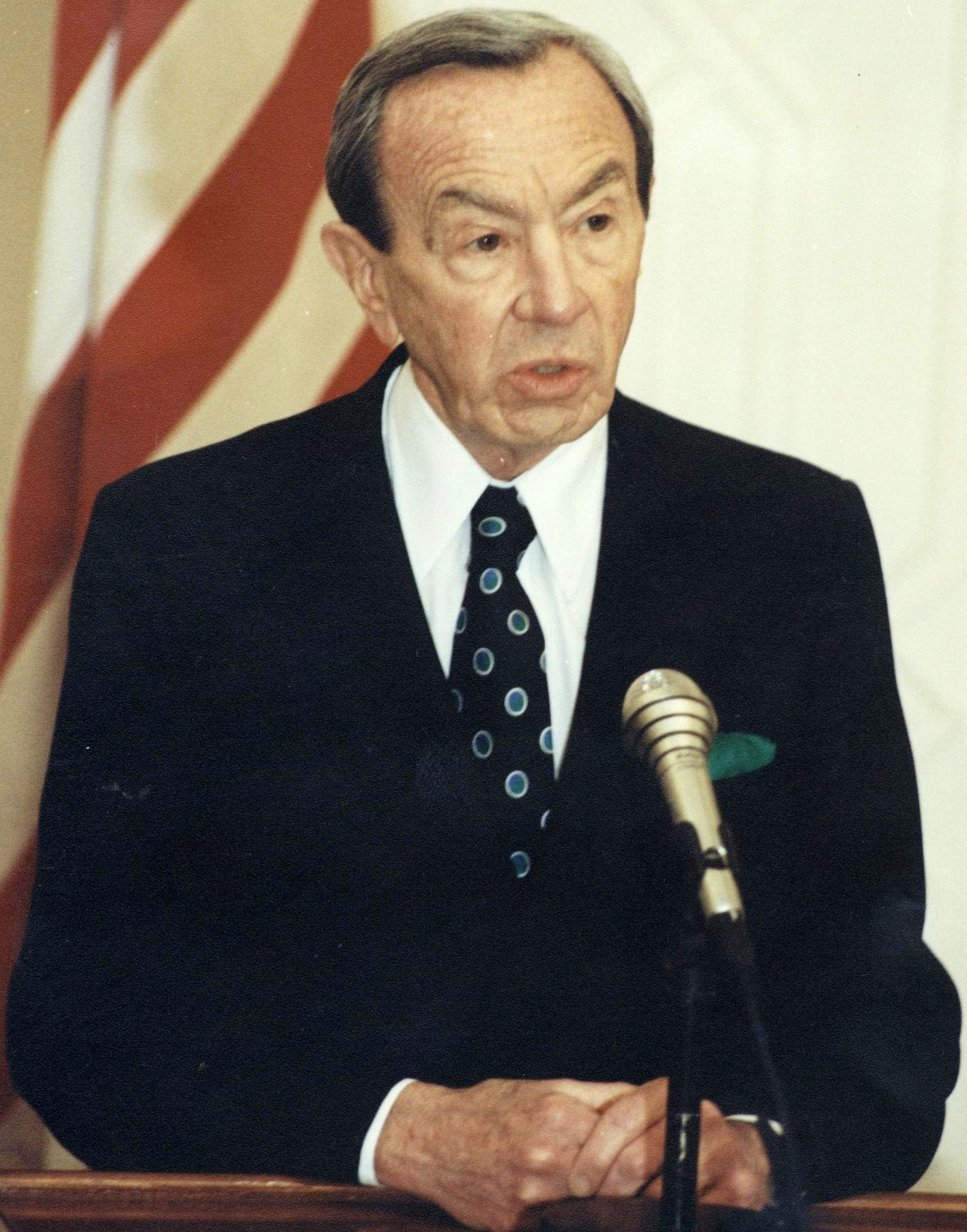
وارن كريستوفر

وارن ماينور كريستوفر (بالإنجليزية: Warren Minor Christopher) (27 أكتوبر 1925 - 18 مارس 2011)، هو محامي ودبلوماسي وسياسي أمريكي. شغل كريستوفر منصب وزير الخارجية الأمريكي الثالث والستين خلال فترة ولاية بيل كلينتون الأولى.
ولد كريستوفر في سكرانتون، داكوتا الشمالية، وكان كاتب محكمة لدى قاضي المحكمة العليا وليام أو دوغلاس بعد تخرجه من كلية القانون في ستانفورد. وخدم في جبهة المحيط الهادئ خلال الحرب العالمية الثانية ضمن احتياط البحرية. أصبح شريكا في شركة أوملفيني ومايرز وأصبح نائب النائب العام من 1967 إلى 1969 في رئاسة ليندون جونسون. شغل منصب نائب وزير الخارجية في عهد الرئيس جيمي كارتر، وبقي في هذا المنصب من عام 1977 إلى عام 1981. وفي عام 1991، ترأس لجنة كريستوفر التي حققت في إدارة شرطة لوس أنجلوس في أعقاب حادث اعتقال رودني كينغ.
كان كريستوفر هو المرشح ليرافق بيل كلينتون خلال الانتخابات الرئاسية عام 1992، إلا أن الاختيار وقع على السناتور آل جور. بعد فوز كلينتون في انتخابات عام 1992، قاد كريستوفر عملية الانتقال إلى إدارة كلينتون، وتولى منصب وزير الخارجية في عام 1993. وسعى كريستوفر في هذا المنصب لتوسيع الناتو، والتوسط في السلام في الصراع الإسرائيلي الفلسطيني، والضغط على الصين فيما يتعلق ممارساتها في مجال حقوق الإنسان. وساعد أيضا في التفاوض على اتفاقية دايتون الذي أنهى الحرب البوسنية. وغادر منصبه في عام 1997 لتخلفه مادلين أولبرايت.
أشرف كريستوفر على جهود إعادة فرز الأصوات التي قام بها غور في فلوريدا في أعقاب الانتخابات الرئاسية المثيرة للجدل عام 2000. وكان في زمن وفاته في عام 2011 شريكا بارزا في مكتب مؤسسة أوميلفيني أند مايرز القانونية في ضاحية سينتشوري سيتي في لوس أنجلس. كما عمل أستاذا في جامعة كاليفورنيا في لوس أنجلوس.

## سنواته الأولى
ولد كريستوفر في سكرانتون، داكوتا الشمالية، ابن كاترين آن(ليمن) وكريستوفر وليام إرنست، مدير بنك. وكان من أصل نرويجي . وتخرج من المدرسة الثانوية في هوليوود، كما درس في جامعة ريدلاندز، قبل أن ينتقل إلى جامعة جنوب كاليفورنيا. وكان عضو من كلية الأخوة كابا سيغما سيغما. وتخرج بمرتبة الشرف من جامعة جنوب كاليفورنيا في شباط/فبراير 1945. من يوليو 1943 إلى أيلول/سبتمبر 1946، خدم في الاحتياطي في البحرية الأمريكية. كما درس في كلية القانون في جامعة ستانفورد من عام 1946 حتى عام 1949، حيث كان مؤسس ورئيس مجلة القانون في جامعة ستانفورد.

## روابط خارجية
- وارن كريستوفر على موقع مونزينجر (الألمانية)
- وارن كريستوفر على موقع إن إن دي بي (الإنجليزية)